# Coco Vandeweghe
Colleen Vandeweghe (Nueva York, 6 de diciembre de 1991), más conocida como Coco Vandeweghe, es una extenista estadounidense.

## Biografía
Coco Vandeweghe es nieta del jugador de baloncesto de la NBA Ernie Vandeweghe y de Colleen Kay Hutchins (Miss América 1952), hija de la nadadora olímpica Tauna Vandeweghe, sobrina del jugador y entrenador de baloncesto de la NBA, y dos veces All-Star, Ernest "Kiki" Vandeweghe, y sobrina-nieta del también baloncestista en la NBA y cuatro veces All-Star Mel Hutchins.
Con apenas 14 años jugó su primer encuentro en el circuito profesional, en la primera ronda del torneo Acura Classic de San Diego (California); bien es cierto que perdió en solo dos sets frente a la alemana Sabine Lisicki (4-6 y 5-7), pero dejó algunas gotas de calidad impropias para una chica de su edad.
Formada en el La Costa Canyon High School, con una altura de 1'83 m y una velocidad en su servicio de 177 km/h, Vandeweghe tiene como entrenador a Robert Van't Hof, el mismo que en su día ejerciera de mentor de Lindsay Davenport.
Situada ya entre las 500 mejores raquetas del ranking de la WTA, su magnífica progresión en estas dos últimas temporadas le han servido para que la organización del US Open le concediera una wild card de cara al torneo final de este año. Así, el 25 de agosto de 2008 hizo su debut en un partido de Grand Slam nada más y nada menos que en la legendaria pista Arthur Ashe, perdiendo en primera ronda (3-6 y 1-6) ante la serbia Jelena Janković, número 2 del mundo.
Además de en las citadas derrotas del Acura Classic '06 y el US Open '08, Vandeweghe solo ha competido en otro partido del circuito WTA, perdiéndolo también sobre pista dura (3-6 y 3-6, vs.  Marta Domachowska). Pero estos resultados no deben llevar a engaño, pues donde mejor se desenvuelve es en el circuito júnior. De hecho, el 7 de septiembre de 2008 conquistó el US Open de la categoría, venciendo en la final a la venezolana Gabriela Paz-Franco por 7-6 (3) y 6-1, tras un duelo de casi dos horas.

## Torneos de Grand Slam

### Dobles

#### Campeona (1)
| Año  | Torneo            | Pareja         | Oponentes en la final           | Resultado           |
| 2018 | Abierto de EE.UU. | Ashleigh Barty | Tímea Babos Kristina Mladenovic | 3-6, 7-6(2), 7-6(6) |

### Dobles mixto

#### Finalista (2)
| Año  | Campeonato           | Pareja      | Oponentes en la final       | Resultado        |
| 2016 | Abierto de Australia | Horia Tecău | Yelena Vesnina Bruno Soares | 4-6, 6-4, [5-10] |
| 2016 | Abierto de EE.UU.    | Rajeev Ram  | Laura Siegemund Mate Pavić  | 4-6, 4-6         |

## Títulos WTA (6; 2+4)

### Individual (2)
| Leyenda                                |
| Grand Slam (0)                         |
| WTA Tour Championships (0)             |
| WTA Elite Trophy (0)                   |
| P. Mandatory & Premier 5, WTA 1000 (0) |
| Premier, WTA 500 (0)                   |
| International, WTA 250 (2)             |

| No. | Fecha               | Torneo           | Superficie | Oponente en la final | Resultado |
| 1.  | 21 de junio de 2014 | 's-Hertogenbosch | Hierba     | Jie Zheng            | 6-2, 6-4  |
| 2.  | 12 de junio de 2016 | 's-Hertogenbosch | Hierba     | Kristina Mladenovic  | 7-5, 7-5  |

#### Finalista (4)
| No. | Fecha                  | Torneo       | Superficie        | Oponente en la final | Resultado   |
| 1.  | 15 de julio de 2012    | Stanford     | Dura              | Serena Williams      | 5-7, 3-6    |
| 2.  | 6 de agosto de 2017    | Stanford     | Dura              | Madison Keys         | 6-7(4), 4-6 |
| 3.  | 5 de noviembre de 2017 | Elite Trophy | Dura (i)          | Julia Görges         | 5-7, 1-6    |
| 4.  | 29 de abril de 2018    | Stuttgart    | Tierra batida (i) | Karolína Plíšková    | 6-7(2), 4-6 |

### Dobles (4)
| Leyenda                                |
| Grand Slam (1)                         |
| WTA Tour Championships (0)             |
| P. Mandatory & Premier, 5 WTA 1000 (2) |
| Premier, WTA 500 (1)                   |
| International, WTA 250 (0)             |

| N.º | Fecha                   | Torneo            | Superficie | Pareja                | Oponentes en la final                 | Resultado           |
| 1.  | 19 de marzo de 2016     | Indian Wells      | Dura       | Bethanie Mattek-Sands | Julia Görges Karolína Plíšková        | 4-6, 6-4, [10-6]    |
| 2.  | 6 de agosto de 2017     | Stanford          | Dura       | Abigail Spears        | Alizé Cornet Alicja Rosolska          | 6-2, 6-3            |
| 3.  | 1 de abril de 2018      | Miami             | Dura       | Ashleigh Barty        | Barbora Krejčíková Kateřina Siniaková | 6-2, 6-1            |
| 4.  | 9 de septiembre de 2018 | Abierto de EE.UU. | Dura       | Ashleigh Barty        | Tímea Babos Kristina Mladenovic       | 3-6, 7-6(2), 7-6(6) |

#### Finalista (2)
| N.º | Fecha                | Torneo     | Superficie | Pareja            | Oponentes en la final         | Resultado |
| 1.  | 21 de agosto de 2016 | Cincinnati | Dura       | Martina Hingis    | Sania Mirza Barbora Strýcová  | 5-7, 4-6  |
| 2.  | 3 de octubre de 2021 | Chicago II | Dura       | Caroline Dolehide | Květa Peschke Andrea Petković | 3-6, 1-6  |

## Títulos WTA 125s

### Individuales (1–1)
| Resultado | Fecha                   | Torneo  | Superficie | Oponente         | Puntaje       |
| --------- | ----------------------- | ------- | ---------- | ---------------- | ------------- |
| Finalista | 18 de noviembre de 2019 | Houston | Dura       | Kirsten Flipkens | 6-7(4), 4-6   |
| Campeona  | 14 de agosto de 2022    | Concord | Dura       | Bernarda Pera    | 6-3, 5-7, 6-4 |

### Dobles (1–0)
| Resultado | Fecha                | Torneos | Superficie | Pareja        | Oponentes                          | Resultado   |
| --------- | -------------------- | ------- | ---------- | ------------- | ---------------------------------- | ----------- |
| Campeona  | 14 de agosto de 2022 | Concord | Dura       | Varvara Flink | Peangtarn Plipuech Moyuka Uchijima | 6-3, 7-6(3) |